# دیمیترو یوخیموویچ
دیمیترو یوخیموویچ (اوکراینی: Дмитро Олександрович Юхимович؛ زادهٔ ۲۷ ژوئیهٔ ۱۹۹۶) بازیکن فوتبال اهل اوکراین است.